# Suheib Saleh
Suheib Saleh, född 22 januari 1997 i Stockholm, är en svensk skådespelare.
Saleh har bland annat medverkat i TV-serierna Störst av allt, Heder och Gaslight.

## Filmografi (i urval)
- 2019 – Störst av allt (TV-serie)
- 2021 – Heder (TV-serie)
- 2023 – Gaslight (TV-serie)